# Arnage (Sarthe)
Arnage település Franciaországban, Sarthe megyében. Lakosainak száma 5463 fő (2022. január 1.). Arnage Le Mans, Spay, Allonnes, Moncé-en-Belin és Mulsanne községekkel határos.

## Népesség
A település népességének változása:
| Lakosok száma | 5143 | 5191 | 5471 | 5311 | 5351 | 5503 | 5520 | 5482 | 5463 |
|               | 2013 | 2015 | 2016 | 2017 | 2018 | 2019 | 2020 | 2021 | 2022 |